# Hugo Köster
Hugo Karl Elima Köster (* 19. Oktober 1859 in Elsfleth; † 26. Oktober 1943 in Berlin) war ein deutscher Verwaltungsjurist.

## Leben

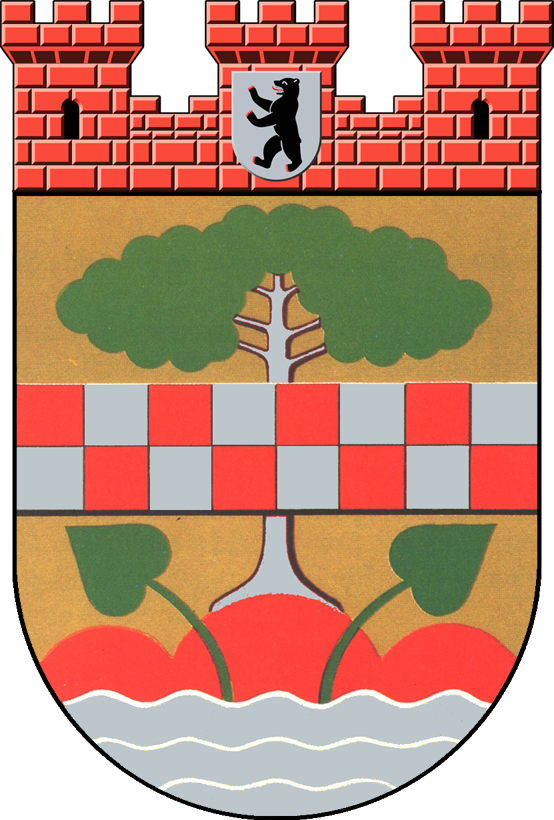
Bezirk Zehlendorf

Als ältester Sohn des Navigationslehrers an der Seefahrtschule in Elsfleth Teunis Ericksen Köster (* 1827 in Tinnum/Sylt; † 1914 in Elsfleth) und dessen Ehefrau Louise Dorothea geb. Schmidt (1836–1922) besuchte Hugo Köster das Mariengymnasium Jever. Er studierte an der Friedrich-Wilhelms-Universität Berlin, der Eberhard Karls Universität Tübingen und der Georg-August-Universität Göttingen Rechtswissenschaft. Ab 1880 war er Mitglied des Corps Borussia Tübingen. Das Staatsministerium Oldenburg berief ihn 1886 im Alter von 27 Jahren als Bürgermeister von Niederbrombach im Fürstentum Birkenfeld. Ab 1890 arbeitete er fünf Jahre als kommissarischer Richter und Verwaltungsbeamter im Staatsdienst des Großherzogtums Oldenburg. Er wechselte in den Verwaltungsdienst der  Krone Preußen und wurde 1895 Bürgermeister vom nordschleswigschen Hadersleben im Regierungsbezirk Schleswig. 1902 wurde er für die Dauer von zwölf Jahren zum ersten besoldeten Vorsteher der Landgemeinde Zehlendorf im Kreis Teltow (Regierungsbezirk Potsdam) ernannt. 1907 führte Hugo Köster das neue Wappen von Zehlendorf als offizielles Siegel ein. 1913 wurde er wiedergewählt.
1920, in der Weimarer Republik, wurde auf Beschluss der Preußischen Landesversammlung eine neue Stadtversammlung gebildet. Sie wählte Köster zum Bezirksbürgermeister des nach Berlin eingemeindeten Bezirks Zehlendorf. Dieses Amt hatte er bis zur Pensionierung im Jahre 1924 inne.
Köster war Ehrenmitglied in der Kriegerkameradschaft 1877 und der Zehlendorfer Schützengilde. Als Hauptmann der Landwehr erhielt er das preußische Verdienstkreuz für Kriegshilfe.

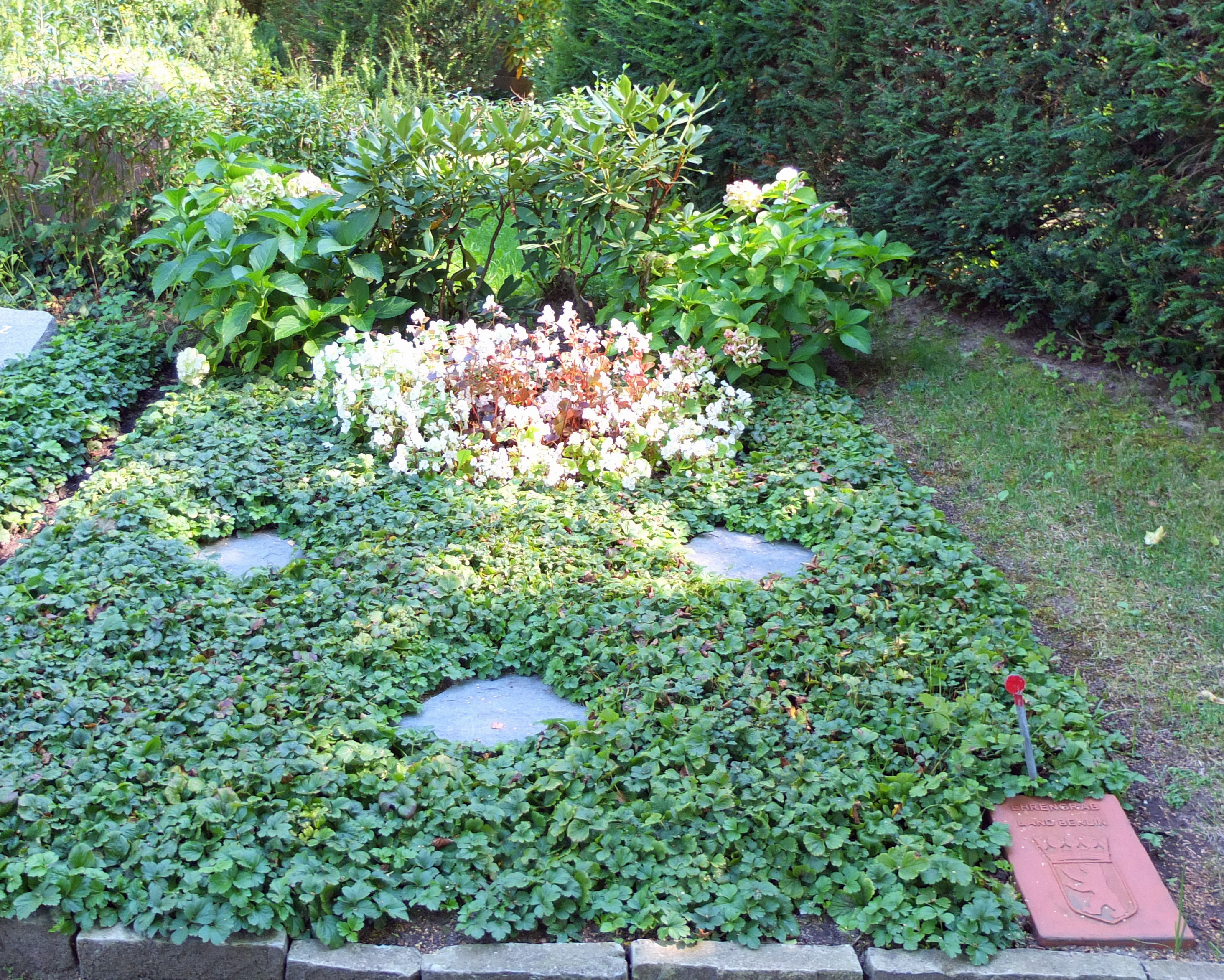
Grabstätte

Er starb kurz nach seinem 84. Geburtstag während eines Transportes in die Wittenauer Heilstätten, Oranienburger Straße 285, an „Alterstuberkulose, Herz- und Kreislaufschwäche“ und wurde in einem heutigen Ehrengrab auf dem Friedhof Zehlendorf beigesetzt (007/134). Er hinterließ seine Ehefrau Gertrud geb. Huste, die er am 30. September 1898 in Leipzig geheiratet hat und Kinder.

## Ehrungen
- Verdienstkreuz für Kriegshilfe (Preußen)
- Stadtältester von Berlin (März 1925)
- Köster-Straße in Berlin-Zehlendorf